# Nun (mytologi)

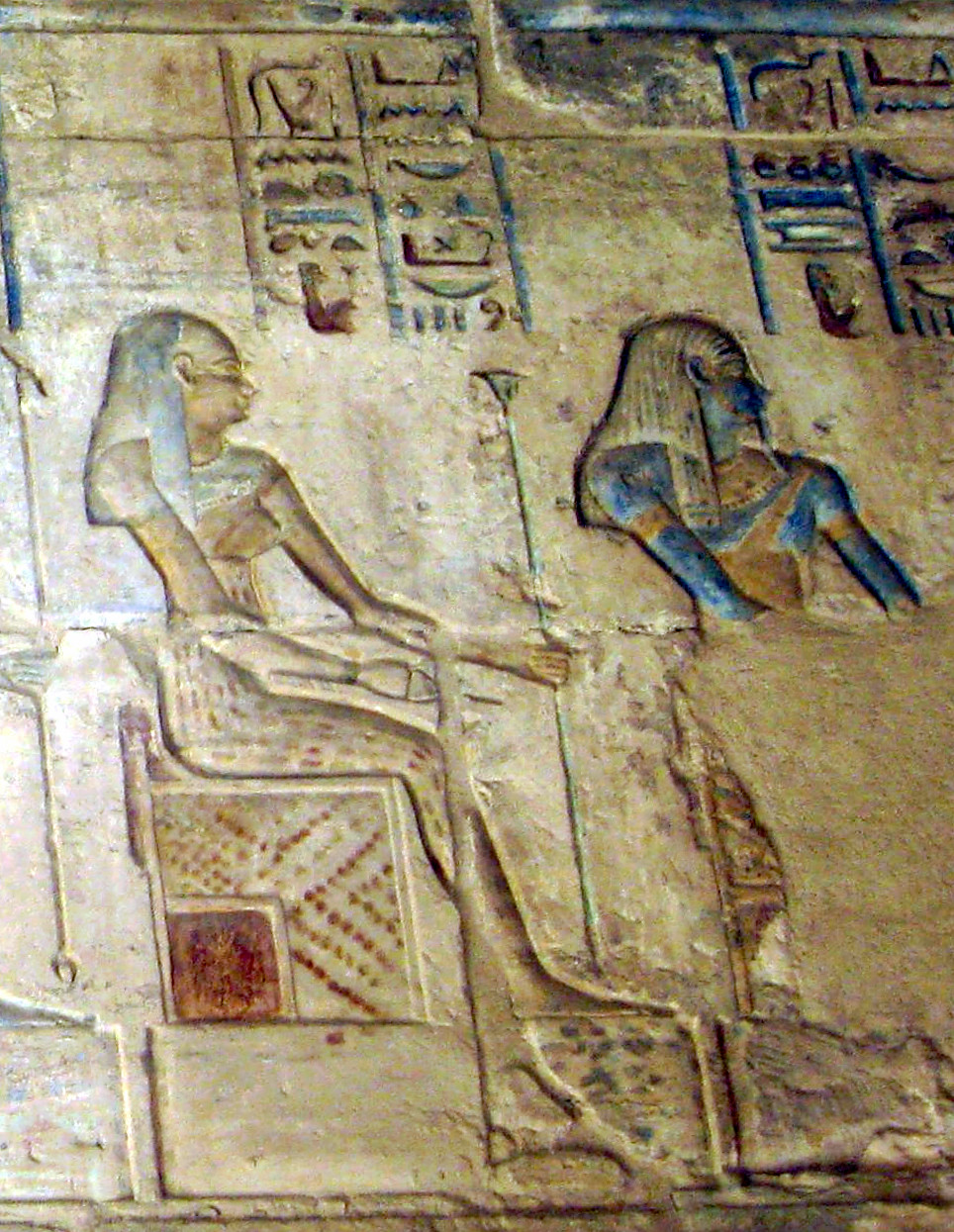
Nun och Naunet

Nun var det ursprungliga kaoset i egyptisk mytologi. 
Nun tänktes som en vattenansamling och gestaltades som en människa, eller ibland en groda eller en orm, nedsänkt i vatten. Nuns roll i den egyptiska skapelsemyten är något kluven – han framstår både som ett abstrakt medium, som är alltings ursprung, och hotar att återigen uppsluka all ordning, och en aktiv gudomlighet som skapade de första gudarna.